# Llegada de noche
Llegada de noche es una película española de suspense estrenada en 1949, dirigida por José Antonio Nieves Conde y protagonizada en los papeles principales por Adriana Benetti, Manolo Fábregas y Pedro Maratea.
Se trata de una adaptación de la novela homónima "Ankunft bei Nacht" del escritor alemán Hans Rothe.

## Sinopsis
Durante la celebración de la Exposición Iberoamericana en Sevilla, una chica y su madre llegan de Uruguay para visitar la ciudad. Una vez instalados la madre desaparece de forma inesperada.

## Reparto
- Adriana Benetti como Ina
- Manolo Fábregas como Fernando
- Pedro Maratea como Don Carlos Junquera
- Antoñita Moreno como Amparo la Gaditana
- Amparo Martí como Doña Milagros
- Juan Espantaleón como Don León
- Mariano Asquerino como Alcalde
- Antonio Almorós como Novio de Amparo
- Ramón Martori como Administrador del hotel
- José Prada como Inspector de policía
- Tony Hernández como Botones
- Pilar Gómez como Camarera del hotel
- Delia Luna como Lolita
- Nieves Barbero como Madre de Ina
- Narciso Hurtado de Córdoba como	Bailarín
- José Franco como Encargado de noche
- Juan Vázquez como Encargado de día
- Agustina de Albaicín como Gitana
- Emilio Santiago como Cochero Curro
- Valeriano Andrés como Mozo de estación
- Conchita Constanzo como Huésped